# 부탄타킨
부탄타킨(학명: Budorcas taxicolor whitei)은 타킨의 일종으로, 부탄과 인도 북동부, 중국 서부, 티베트에 서식한다. 부탄타킨에게 있어 가장 큰 위협은 사냥과 서식지 손실이다.

## 범위, 행동 및 서식지
부탄에서 타킨은 해발 1,000~4,500m 고도의 대나무 숲에서 발견되며, 그곳에서 풀, 새싹, 나뭇잎을 먹는다. 타킨은 주행성 동물로 낮에 활동적이며, 특히 맑은 날에는 무더위 속에서 휴식을 취한다. 타킨은 겨울에는 작은 무리를 이루고, 여름에는 최대 100마리의 무리를 이룬다. 겨울에는 낮은 고도로 이동하며 주로 가사 지역에서 10~50마리로 이루어진 더 작은 무리로 쪼개진다. 들소와 마찬가지로 나이 든 수컷은 종종 혼자 생활한다.
부탄타킨의 계절적 이동과 서식지 이용에 대한 연구는 부탄에서 이 종의 거점으로 여겨지는 지그메 도르지 국립공원 직원에 의해 수행되었다. 여름 범위의 식단에 대한 초기 연구에 따르면 타킨은 수많은 관목식물을 먹이로 삼는 모습을 보여준다.
중국에서는 히말라야 동부 남향의 얄룽창포강 남쪽부터 강의 서쪽 굽이까지 서식하는 것으로 알려져 있다. 인도에서는 아루나찰프라데시주, 서벵골주, 시킴주에서 서식한다.